# Mel Harris
Pour les articles homonymes, voir Harris.
Mel Harris, de son vrai nom Mary Ellen Harris, est une actrice, écrivaine et réalisatrice américaine née le 12 juillet 1956 à Bethlehem (Pennsylvanie, USA).

## Biographie

### Enfance
Mel Harris a grandi dans le New Jersey. Sa mère était professeur de sciences dans un lycée et son père était entraîneur de football à l'université de Princeton. 

### Vie personnelle
C'est aussi une athlète confirmée et elle est passionnée par les animaux. Elle réhabilite des maisons anciennes en les achetant et en les redessinant. Elle vit à New York avec son mari et ses enfants, Byron Kennerly, né en 1984 et Madeline Smith, née en 1990.

### Carrière
Elle a participé à de nombreux téléfilms et séries télévisées, ce qui fait d'elle une figure connue du petit écran.
Elle est connue pour son rôle de Hope Steadman dans la série Génération Pub.
Au cinéma, on l'a vue dans Chien de flic, L'Esprit de Caïn et Richard au pays des livres magiques.

## Filmographie

### Cinéma
- 1987 : Mort ou vif : Terry
- 1988 : Cameron's Closet : Nora Haley
- 1989 : Chien de flic : Tracy
- 1992 : L'Esprit de Caïn : Sarah
- 1993 : Les Intrus (Distant Cousins) : Katherine June Sullivan
- 1993 : Suture (en) : Dr. Renee Descartes
- 1993 : Wind Dancer : Susan Allen
- 1994 : Richard au pays des livres magiques : Claire Tyler
- 1999 : Sonic Impact (en) : Co-Pilot Jennifer Blake
- 2001 : Firetrap : Cordelia Calloway
- 2003 : La Malédiction du Pendu : Sarah Springfield
- 2004 : Assaut final (Dynamite) : Faye Baxter
- 2005 : The Naked Brothers Band: The Movie : Mel Harris
- 2005 : Purple Heart (en) : Dr. Harrison
- 2009 : The Lodger : Margaret
- 2020 : King of Knives : Kathy

### Télévision
- 1986 : Alfred Hitchcock présente : Girlfriend (1 épisode)
- 1986 : Heart of the City (en) : Anne (1 épisode)
- 1986 : Le Magicien : Jane Whittier (1 épisode)
- 1987 : La Main jaune (en) (téléfilm) : Fay Salerno
- 1987 : Rags to Riches (en) : Jessica (1 épisode)
- 1987-1991 : Génération Pub : Hope Murdoch Steadman (85 épisodes)
- 1989 : La Croix de feu (en) (téléfilm) : Madge Oberholtzer
- 1989 : La Femme de mon frère (téléfilm) : Eleanor Goldberg-Rusher
- 1992 : The Burden of Proof (en) (mini-série) : Sonia Klonsky
- 1992 : Le Triangle noir (téléfilm) : Kate Rule
- 1992 : L'Enfant de la colère (en) (téléfilm) : Jill Tyler
- 1993 : With Hostile Intent (téléfilm) : Kathy Arnold
- 1993 : Desperate Journey: The Allison Wilcox Story (téléfilm) : Allison Wilcox
- 1994 : Ultime Trahison (en) (téléfilm) : Susan Rodgers
- 1994 : The Spider and the Fly (téléfilm) : Dianna Taylor
- 1994 : Broken Lullaby (téléfilm) : Jordan Kirkland
- 1995 : Un joli petit coin de paradis (téléfilm) : Claire
- 1995 : The Secretary (en) (téléfilm) : Ellen Bradford
- 1995 : Secret mortel (téléfilm) : Laurel O'Connor
- 1995 : Raising Caines : Julie Caine (6 épisodes)
- 1996 : A Case for Life (téléfilm) : Liz
- 1996 : Au-delà du réel : L'aventure continue : Dr. Christina Markham (1 épisode)
- 1996 : Voies de fait (téléfilm) : Mrs. Laura Hyler
- 1996 : Joyeuse pagaille (Something So Right) (série TV) : Carly Davis / Carly Davis-Farrell (37 épisodes)
- 1997 : Arabesque : La Peur aux trousses (téléfilm) : Sarah
- 1999 : Dawson : Helen Lindley (1 épisode)
- 2000 : Out of Time (téléfilm) : Annie Epson
- 2000 : Madigan de père en fils : Dr. Ivy Castelli (1 épisode)
- 2001 : Les Anges du bonheur : Kelly Rockhill (1 épisode)
- 2001 : Petits Chiots pour grande famille (en) (téléfilm) : Karen Lowry
- 2002 : La Vie avant tout : Biddy Hightower (1 épisode)
- 2002 : Another Pretty Face (téléfilm) : Diana Downs
- 2002-2005 : Stargate SG-1 : Oma Desala (3 épisodes)
- 2004 : North Shore : Hôtel du Pacifique : Mrs. Jensen (1 épisode)
- 2005 : À la Maison-Blanche : Ricky Rafferty (1 épisode)
- 2005 : Jake in Progress (en) : Tally Hughes (1 épisode)
- 2005 : JAG : Dora Cresswell (2 épisodes)
- 2005 : Au cœur de la forêt (téléfilm) : Beth Fleming
- 2006 : DOS : Division des opérations spéciales : U.S.Ambassador to Spain (1 épisode)
- 2006 : Cold Case : Affaires classées : Grace Anderson (1 épisode)
- 2006 : Dr House : Barbara Bardach (1 épisode)
- 2006 : Les Experts : Manhattan : Julie Rollins (1 épisode)
- 2006 : Esprits criminels : Congressman Steyer (1 épisode)
- 2007 : Close to Home : Juste Cause : Beth Murphy (1 épisode)
- 2007 : Cane : Constance Hughes (1 épisode)
- 2007 : Saints & Sinners (en) : Sylvia Capshaw (61 épisodes)
- 2013-2014 : New York, unité spéciale : Eileen Switzer (2 épisodes)
- 2015 : Crazy Ex-Girlfriend : Shawna (1 épisode)
- 2016 : Shut Eye : Nadine Davies (9 épisodes)
- 2017-2018 : Imposters : Margaret Jonson (5 épisodes)